# Liste der Länderspiele der mongolischen Futsalnationalmannschaft
Die nachfolgende Liste enthält alle Länderspiele der mongolischen Futsalnationalmannschaft der Männer, die der Fußballverband der Mongolei, die Mongolian Football Federation (MFF), im Jahr 2011 gegründet hat. Futsal ist die einzige von der FIFA anerkannte Variante des Hallenfußballs. Bisher wurden elf Länderspiele ausgetragen.

## Länderspielübersicht
Legende
- Erg. = Ergebnis
- n. V. = nach Verlängerung
- i. S. = im Sechsmeterschießen
- abg. = Spielabbruch
- H = Heimspiel
- A = Auswärtsspiel
- * = Spiel auf neutralem Platz
- Hintergrundfarbe grün = Sieg
- Hintergrundfarbe gelb = Unentschieden
- Hintergrundfarbe rot = Niederlage

| Nr.                    | Datum      | Erg. | Gegner              |   | Austragungsort                                   | Anlass                                 | Bemerkungen |
| ---------------------- | ---------- | ---- | ------------------- | - | ------------------------------------------------ | -------------------------------------- | --- |
| 1                      | 13.11.2011 | 1:5  | Südkorea            | * | Kuala Lumpur (MAS), Cheras Indoor Stadium        | Asienmeisterschaft 2012- Qualifikation | Erstes Spiel auf neutralem Platz Erste Niederlage Erste Niederlage auf neutralem Platz Erstes Länderspiel gegen Südkorea |
| 2                      | 14.11.2011 | 0:3  | Hongkong            | * | Kuala Lumpur (MAS), Cheras Indoor Stadium        | Asienmeisterschaft 2012- Qualifikation | Erstes Länderspiel gegen Hongkong                                                                                        |
| 3                      | 14.11.2015 | 8:3  | Hongkong            | H | Ulaanbaatar, Buyant Ukhaa Sport Palace           | Asienmeisterschaft 2016- Qualifikation | Erstes Heimspiel Erster Sieg Erster Heimsieg Höchster Sieg Höchster Heimsieg                                             |
| 4                      | 15.11.2015 | 3:7  | Südkorea            | H | Ulaanbaatar, Buyant Ukhaa Sport Palace           | Asienmeisterschaft 2016- Qualifikation | Erste Heimniederlage Höchste Heimniederlage                                                                              |
| 5                      | 18.11.2015 | 1:4  | Volksrepublik China | H | Ulaanbaatar, Buyant Ukhaa Sport Palace           | Asienmeisterschaft 2016- Qualifikation | Erstes Länderspiel gegen die Volksrepublik China                                                                         |
| 6                      | 19.11.2015 | 3:5  | Republik China      | H | Ulaanbaatar, Buyant Ukhaa Sport Palace           | Asienmeisterschaft 2016- Qualifikation | Erstes Länderspiel gegen die Republik China                                                                              |
| 7                      | 12.08.2017 | 1:3  | Malaysia            | A | Shah Alam (MAS), Kompleks Sukan Negara Panasonic | Freundschaftsspiel                     | Erstes Auswärtsspiel Erste Auswärtsniederlage Erstes Länderspiel gegen Malaysia                                          |
| 8                      | 13.08.2017 | 1:7  | Malaysia            | A | Shah Alam (MAS), Kompleks Sukan Negara Panasonic | Freundschaftsspiel                     | Höchste Niederlage Höchste Auswärtsniederlage                                                                            |
| 9                      | 04.11.2017 | 1:5  | Japan               | * | Bangkok (THA), Bangkok Arena                     | Asienmeisterschaft 2018- Qualifikation | Erstes Länderspiel gegen Japan                                                                                           |
| 10                     | 05.11.2017 | 2:6  | Republik China      | * | Bangkok (THA), Bangkok Arena                     | Asienmeisterschaft 2018- Qualifikation | Höchste Niederlage auf neutralem Platz                                                                                   |
| 11                     | 06.11.2017 | 6:2  | Macau               | * | Bangkok (THA), Bangkok Arena                     | Asienmeisterschaft 2018- Qualifikation | Erster Sieg auf neutralem Platz Höchster Sieg auf neutralem Platz Erstes Länderspiel gegen Macau                         |
| Stand: 27. August 2018 |            |      |                     |   |                                                  |                                        | |

## Statistik
In der Statistik werden nur die offiziellen Länderspiele berücksichtigt.
Legende
- Sp. = Spiele
- Sg. = Siege
- Uts. = Unentschieden
- Ndl. = Niederlagen
- Hintergrundfarbe grün = positive Bilanz
- Hintergrundfarbe gelb = ausgeglichene Bilanz
- Hintergrundfarbe rot = negative Bilanz

### Gegner
| Land                | Kontinentalverband | Sp. | Sg. | Uts. | Ndl. | Torverhältnis |
| ------------------- | ------------------ | --- | --- | ---- | ---- | ------------- |
| Republik China      | AFC                | 2   | 0   | 0    | 2    | 05:11         |
| Volksrepublik China | AFC                | 1   | 0   | 0    | 1    | 1:4           |
| Hongkong            | AFC                | 2   | 1   | 0    | 1    | 8:6           |
| Japan               | AFC                | 1   | 0   | 0    | 1    | 1:5           |
| Macau               | AFC                | 1   | 1   | 0    | 0    | 6:2           |
| Malaysia            | AFC                | 2   | 0   | 0    | 2    | 02:10         |
| Südkorea            | AFC                | 2   | 0   | 0    | 2    | 04:12         |
| Gesamt              | Gesamt             | 11  | 2   | 0    | 9    | 27:50         |

### Kontinentalverbände
| Kontinentalverband                 | Sp. | Sg. | Uts. | Ndl. | Torverhältnis |
| ---------------------------------- | --- | --- | ---- | ---- | ------------- |
| AFC (Asien)                        | 11  | 2   | 0    | 9    | 27:50         |
| CAF (Afrika)                       | 0   | 0   | 0    | 0    | 0:0           |
| CONCACAF (Nord- und Mittelamerika) | 0   | 0   | 0    | 0    | 0:0           |
| CONMEBOL (Südamerika)              | 0   | 0   | 0    | 0    | 0:0           |
| OFC (Ozeanien)                     | 0   | 0   | 0    | 0    | 0:0           |
| UEFA (Europa)                      | 0   | 0   | 0    | 0    | 0:0           |
| Gesamt                             | 11  | 2   | 0    | 9    | 27:50         |

### Anlässe
| Anlass                                  | Sp. | Sg. | Uts. | Ndl. | Torverhältnis |
| --------------------------------------- | --- | --- | ---- | ---- | ------------- |
| Asienmeisterschaft-Qualifikationsspiele | 9   | 2   | 0    | 7    | 25:40         |
| Freundschaftsspiele                     | 2   | 0   | 0    | 2    | 02:10         |
| Gesamt                                  | 11  | 2   | 0    | 9    | 27:50         |

### Spielarten
| Spielart                       | Sp. | Sg. | Uts. | Ndl. | Torverhältnis |
| ------------------------------ | --- | --- | ---- | ---- | ------------- |
| Heimspiele (H)                 | 4   | 1   | 0    | 3    | 15:19         |
| Spiele auf neutralem Platz (*) | 5   | 1   | 0    | 4    | 10:21         |
| Auswärtsspiele (A)             | 2   | 0   | 0    | 2    | 02:10         |
| Gesamt                         | 11  | 2   | 0    | 9    | 27:50         |

### Austragungsorte
| Austragungsort | Land     | Sp. | Sg. | Uts. | Ndl. | Torverhältnis |
| -------------- | -------- | --- | --- | ---- | ---- | ------------- |
| Bangkok        | Thailand | 3   | 1   | 0    | 2    | 09:13         |
| Kuala Lumpur   | Malaysia | 2   | 0   | 0    | 2    | 1:8           |
| Shah Alam      | Malaysia | 2   | 0   | 0    | 2    | 02:10         |
| Ulaanbaatar    | Mongolei | 4   | 1   | 0    | 3    | 15:19         |
| Gesamt         | Gesamt   | 11  | 2   | 0    | 9    | 27:50         |

### Spielergebnisse
|      | Gegentore | Gegentore | Gegentore | Gegentore | Gegentore | Gegentore | Gegentore | Gegentore |
| Tore | 0         | 1         | 2         | 3         | 4         | 5         | 6         | 7         |
| ---- | --------- | --------- | --------- | --------- | --------- | --------- | --------- | --------- |
| 0    | -         | -         | -         | 1         | -         | -         | -         | -         |
| 1    | -         | -         | -         | 1         | 1         | 2         | -         | 1         |
| 2    | -         | -         | -         | -         | -         | -         | 1         | -         |
| 3    | -         | -         | -         | -         | -         | 1         | -         | 1         |
| 4    | -         | -         | -         | -         | -         | -         | -         | -         |
| 5    | -         | -         | -         | -         | -         | -         | -         | -         |
| 6    | -         | -         | 1         | -         | -         | -         | -         | -         |
| 7    | -         | -         | -         | -         | -         | -         | -         | -         |
| 8    | -         | -         | -         | 1         | -         | -         | -         | -         |